# Długi Grzbiet
Długi Grzbiet (niem. Langeberg, 800–1150 m n.p.m.) – boczne ramie grzbietu Karkonoszy na terenie Karkonoskiego Parku Narodowego.
Ramię odchodzące od Głównego Grzbietu Karkonoszy rozciąga się od  Śląskich Kamieni aż po Jeżówkę, która jest jego zakończeniem. Wschodnim zboczem grzbietu biegnie droga Petrowka od schroniska w Czechach o tej samej nazwie.

## Szlaki turystyczne
Petrowką biegnie szlak turystyczny:
- czarny z Jagniątkowo - Główny Szlak Sudecki na granicy państwowej[1].